# 후기 성도 운동
후기성도 운동(영어: Latter Day Saint movement)은 19세기 미국 북동부에서 조셉 스미스 주니어에 의해 시작한 종교 운동이다. 이 운동을 따르는 사람은 대부분 예수 그리스도 후기성도 교회 (98%) 회원이다.

## 같이 보기
- 신흥 종교